# Côte d'Or Football Club
O Côte d'Or Football Club é um clube de futebol com sede em Praslin, Seicheles.
Competiu na Liga dos Campeões da CAF.

## Títulos
- Seychelles League: 4 (2013, 2016, 2018, 2024/25).